# Eleccions legislatives austríaques de 1945
Les eleccions legislatives del 1945 a Àustria, al Consell Nacional van ser el 25 de novembre de 1945. Els populars foren la força més votada i Leopold Figl fou nomenat canceller.

## Resultats
Resum dels resultats electorals de 25 de novembre de 1945 al Consell Nacional d'Àustria
| Partits                    | Partits                                                                   | Vots      | +/- | %     | +/- | Escons | +/- |
| -------------------------- | ------------------------------------------------------------------------- | --------- | --- | ----- | --- | ------ | --- |
|                            | Partit Popular d'Àustria (Österreichische Volkspartei)                    | 1,602,227 | —   | 49.8  | —   | 85     | —   |
|                            | Partit Socialdemòcrata d'Àustria (Sozialdemokratische Partei Österreichs) | 1,434,898 | —   | 44.6  | —   | 76     | —   |
|                            | Partit Comunista d'Àustria (Kommunistische Partei Österreichs)            | 174,257   | —   | 5.4   | —   | 4      | —   |
|                            | Partit Democràtic d'Àustria (Demokratische Partei Österreichs)            | 5,972     | —   | 0.2   | —   | 0      | —   |
|                            | Total (participació 94%)                                                  | 3,217,354 |     | 100.0 |     | 165    |     |
| Font: Siemens Austria, BMI |                                                                           |           |     |       |     |        |     |